# Noi (serie televisiva)
Noi è una serie televisiva italiana trasmessa in prima serata su Rai 1 dal 6 marzo al 10 aprile 2022. È creata da Dan Fogelman, diretta da Luca Ribuoli, prodotta da Cattleya in collaborazione con Rai Fiction e 20th Television ed ha come protagonista Lino Guanciale e Aurora Ruffino. È il remake della serie televisiva statunitense This Is Us creata da Dan Fogelman.
La serie, dopo aver registrato ascolti decisamente sotto le aspettative della rete, è stata cancellata dopo una sola stagione.

## Trama
Torino, 1984, Pietro e Rebecca Peirò sono dei genitori che aspettano con tanta attesa la nascita dei loro tre gemelli, ma disgraziatamente uno dei tre muore subito dopo il parto. I neo genitori, ancora scossi per la perdita del loro figlio, e mossi dalle migliori intenzioni, decidono di adottare un bambino che era stato abbandonato davanti alla porta di una caserma dal padre (la madre era morta di parto), così da dare una famiglia al povero orfanello. Vengono così narrate le vicende della famiglia Peirò nel corso di vari decenni: Pietro e Rebecca e i figli: Claudio, Caterina (detta "Cate") e Daniele.

## Episodi
| Stagione       | Episodi | Prima TV |
| -------------- | ------- | -------- |
| Prima stagione | 12      | 2022     |

## Personaggi e interpreti

### Personaggi principali
- Pietro Peirò, interpretato da Lino Guanciale. È il marito di Rebecca che fa l'operaio e che morirà in circostanze sconosciute.
- Rebecca Marangi in Peirò, interpretata da Aurora Ruffino. È la moglie di Pietro che ha sempre sognato di fare la cantante.
- Claudio Peirò, interpretato da Dario Aita. È uno dei tre figli di Pietro e Rebecca.
- Caterina "Cate" Peirò, interpretata da Claudia Marsicano. È la sorella gemella di Claudio.
- Daniele Peirò, interpretato da Livio Kone. È il figlio adottato dei Peirò.
- Benedetta "Betta" Di Cataldo, interpretata da Angela Ciaburri. È la moglie di Daniele.
- Matteo "Teo" Campagna, interpretato da Leonardo Lidi. È il fidanzato di Caterina.
- Michele Russo, interpretato da Flavio Furno. È un collega e amico di Pietro nonché futuro compagno di Rebecca.
- Domenico "Mimmo", interpretato da Timothy Martin. È il vero padre di Daniele.
- Chiara Sennati, interpretata da Liliana Fiorelli. È la fidanzata di Claudio nonché attrice di teatro come lui.

### Personaggi secondari
- Roberto Castaldi, interpretato da Massimo Wertmüller. È il medico che fa nascere i figli di Pietro e Rebecca.
- Domenico "Mimmo" da giovane, interpretato da Jas Gray. È il padre di Daniele entrato in contatto con Rebecca dopo che questa ha adottato suo figlio.
- Teresa Peirò, interpretata da Isabel Fatim Ba. È la figlia di Daniele.
- Anna Peirò, interpretata da Sofia Bendaoud. È l’altra figlia di Daniele.
- Annalisa Bovi, interpretata da Rosanna Gentili. È la madre di Rebecca.
- Ludovica Crescienzo, interpretata da Giordana Faggiano. È l’assistente regista dello spettacolo di Claudio con il quale intrattiene una breve relazione fino al ritorno di Chiara che ha sostituito per qualche giorno.
- Franco De Dominicis, interpretato da Roberto Turchetta. È il regista dello spettacolo teatrale di Claudio.
- Sofia Pirone, interpretata da Francesca Agostini. È l’ex moglie di Claudio con il quale riscoppierà l'amore.
- Claudio Peirò a 9 anni, interpretato da Francesco Mandolini.
- Claudio Peirò a 16 anni, interpretato da Gianmaria Brambillasca.
- Caterina Peirò a 9 anni, interpretata da Anna De Luca.
- Caterina Peirò a 16 anni, interpretata da Giulia Barbuto C. Da Cruz.
- Daniele Peirò a 9 anni, interpretato da Girum Felicani.
- Daniele Peirò a 16 anni, interpretato da Malich Cisse.

## Produzione
La serie è prodotta da Cattleya in collaborazione con Rai Fiction e 20th Television. La serie è stata presentata dallo stesso Lino Guanciale al Festival di Sanremo 2022. Le riprese della serie si sono svolte tra la primavera e l'estate 2021 ed è stata girata in quattro città: Torino, Milano, Roma e Napoli. 
La serie è stata cancellata dopo la prima stagione.

## Colonna sonora
Ancor prima della messa in onda della serie è stata distribuita la canzone Mille stelle, cantata da Nada, la quale ha curato anche le musiche insieme ad Andrea Farri. Il brano si ispira al tema musicale della serie This Is Us, realizzato completamente con la chitarra.